# Federico Ruiz (futbolista)
Federico Ruiz (18 de mayo de 1989, Berisso, Buenos Aires, Argentina) es un futbolista argentino que juega comocentrocampista. Su equipo actual es el SU Sintrense cedido por el Sporting Lisboa de la Primeira Liga de Portugal. Es hermano del jugador Alan Ruiz, a quien acompañó en Colón y luego en la entidad lusa. 

## Trayectoria
Llegó a Gimnasia en el año 1999 e hizo todas las categorías inferiores en el club. En Séptima División obtuvo el Título Panamericano disputado en Mar del Plata. En 2011 firmó su primer contrato Profesional para jugar en la B Nacional con Gimnasia.
Luego de su paso por el conjunto de La Plata, estuvo en los clubes Platense (2013-2014) y Deportivo Merlo (2014-2015).
En 2015 fue vendido al Club Atlético Colón junto a su hermano Alan y lo mismo ocurrió al año siguiente, cuando pasó al Sporting de Lisboa.

## Clubes
| Club                  | País      | Año           | PJ | G |
| --------------------- | --------- | ------------- | -- | - |
| Gimnasia y Esgrima    | Argentina | 2011 - 2013   |    |   |
| Club Platense         | Argentina | 2013 - 2014   |    |   |
| Deportivo Merlo       | Argentina | 2014 - 2015   | 11 | 2 |
| Colón                 | Argentina | 2016          | 1  | 0 |
| Sporting Lisboa       | Portugal  | 2016          |    |   |
| SU Sintrense (Cedido) | Portugal  | 2016-presente | 1  | 0 |